# Eremophila subfloccosa
Eremophila subfloccosa är en flenörtsväxtart som beskrevs av George Bentham. Eremophila subfloccosa ingår i släktet Eremophila och familjen flenörtsväxter. Inga underarter finns listade i Catalogue of Life.